# Rodinnej diktát
Rodinnej diktát je osmé studiové album české skupiny Krucipüsk. Album vyšlo 31. října 2012 vlastním nákladem buď jako CD nebo i v limitované edici na LP. Jde o první album skupiny po třech letech, poslední s názvem Amen vyšlo v roce 2009. Mezi tím však vydal frontman skupiny Tomáš Hajíček sólové album Kocour v troubě.

## Seznam skladeb
| Pořadí         | Název                       | Délka |
| -------------- | --------------------------- | ----- |
| 1.             | Dobrej den                  | 3:10  |
| 2.             | Líbám rety tvý              | 4:14  |
| 3.             | Balada o krásném stewardovi | 4:01  |
| 4.             | Rákoska                     | 3:58  |
| 5.             | D#Harmonic                  | 3:46  |
| 6.             | Rodinnej diktát             | 4:04  |
| 7.             | Hit                         | 3:12  |
| 8.             | Návod                       | 3:25  |
| 9.             | Viva la Havana              | 3:06  |
| 10.            | Zázrak                      | 4:53  |
| Celková délka: | Celková délka:              | 38:33 |

## Obsazení
Krucipüsk
- Tomáš Hajíček – zpěv
- Jarmut Gabriel – kytara
- Richard Scheufler – baskytara
- Vojtěch Douda – bicí

Ostatní
- Andrea Plíšková – doprovodný zpěv
- Barbora Buková – doprovodný zpěv
- Daniela Novotná – doprovodný zpěv
- Michaela Faltusová – doprovodný zpěv
- Tereza Hálová – doprovodný zpěv
- Natálie Řehořová – doprovodný zpěv
- Veronika Brambůrková – doprovodný zpěv, housle
- Michaela Faltusová – violoncello[7]